# Lalolalo
Lalolalo (fr. Lac Lalolalo) – jezioro wulkaniczne położone na wyspie Uvea na Oceanie Spokojnym wchodzącej w skład Wysp Wallis. Jest największym zbiornikiem wodnym w całej Wspólnocie zamorskiej. Występują tu dwa gatunki ryb: Anguilla obscura i Oreochromis mossambicus (gatunek wprowadzony). Wysokie zasolenie wody jeziora sugeruje połączenie z wodami morskimi.
Jezioro otoczone dżunglą ma kształt prawie idealnego okręgu ze stromymi skalistymi klifami o wysokości 30 m.